# Freundschaftsgesellschaft BRD-Kuba
Die Freundschaftsgesellschaft BRD-Kuba e.V. ist eine deutsche Solidaritätsorganisation mit Kuba, die 1974 gegründet wurde.

## Gründung
Während die DDR nach dem Sieg der Revolution Kuba in den 1950er Jahren im Rahmen einer politischen und ökonomischen Zusammenarbeit Kuba solidarisch unterstützte, führte die Solidaritätsarbeit in der Bundesrepublik im Jahr 1974 zur Gründung der Freundschaftsgesellschaft BRD-Kuba.

## Zielsetzung und Aktivitäten
Hauptziel der Gesellschaft ist die Förderung und Vertiefung der Freundschaft zwischen der Bundesrepublik Deutschland und Kuba sowie zwischen den Völkern beider Staaten.
Die Gesellschaft führt Veranstaltungen wie Diskussionsabende, Filmvorführungen und kubanische Feste durch. Sie informiert durch ihre vierteljährlich erscheinende Zeitschrift Cuba Libre und die monatliche Informationsschrift Kuba kompakt (2004–2018 als Druck, seither online) über aktuelle Entwicklungen in Kuba und Lateinamerika. Zudem unterstützt sie Kuba durch konkrete Spendenprojekte und setzt sich für die Aufhebung der Wirtschafts-, Finanz- und Handelsblockade gegen Kuba ein.
Bei der Bundesdelegiertenkonferenz im Jahr 2024 in Frankfurt am Main beging die Gesellschaft ihr 50-jähriges Jubiläum. Sie gilt als eine der ältesten Kuba-Solidaritätsorganisationen in Deutschland.

## Struktur und Mitgliedschaft
Die Freundschaftsgesellschaft besteht aus regionalen bzw. örtlichen Gruppen. Eine Mitarbeit ist auch Nichtmitgliedern möglich. Durch Mitgliedsbeiträge und Spenden tragen die Mitglieder zur finanziellen Basis der Freundschaftsgesellschaft bei. Es findet jährlich eine Bundesdelegiertenkonferenz statt. Dabei wird der Bundesvorstand gewählt und es wird über die Schwerpunkte der Solidaritätsarbeit entschieden. Aufgabe des Bundesvorstandes ist die Umsetzung der von der Bundesdelegiertenkonferenz gefassten Beschlüsse. Die Mitglieder und der Bundesvorstand sind ehrenamtlich tätig. Die Bundesgeschäftsstelle mit Sitz in Köln ist für die Organisation und Verwaltung zuständig.

## Politische Einordnung
Der Politikwissenschaftler und Extremismusforscher Patrick Moreau schrieb 2008, dass die Freundschaftsgesellschaft BRD-Kuba in den 1980er Jahren etwa 3000 Mitglieder hatte und wesentlich von der DKP gesteuert wird. Sie gehört dem seit 1993 existierenden „Netzwerk Cuba - Informationsbüro e. V.“ an, dem sich Cuba Sí und andere linke Initiativen angeschlossen haben. In den bayerischen Verfassungsschutzberichten der Jahre 1985 bis 1988 wird die Freundschaftsgesellschaft BRD-Kuba als DKP-beeinflusste Organisation genannt. Das Bundesministerium des Innern bewertete die Freundschaftsgesellschaft BRD-Kuba in seinem Verfassungsschutzbericht von 1986 als die bedeutendste DKP-beeinflusste „antiimperialistische“ Bündnisorganisation.